# جون هندري
جون هندري (بالإنجليزية: John Hendry)‏ (6 يناير 1970 بغلاسكو في المملكة المتحدة - ) هو لاعب كرة قدم بريطاني في مركز الهجوم. لعب مع تشارلتون أثلتيك وتوتنهام هوتسبير وسوانزي سيتي ونادي دندي ونادي ماذرويل ونادي ستيرلينغ ألبيون وفورفار أثلتيك ‏ وPollok F.C. ‏.

## وصلات خارجية
- جون هندري على موقع قاعدة بيانات كرة القدم.إي يو (الإنجليزية)
- جون هندري على موقع Soccerbase.com (لاعب) (الإنجليزية)
- جون هندري على موقع عالم كرة القدم.نت (الإنجليزية)